# Farewell, Angelina
Farewell, Angelina (с англ. — «Прощай, Ангелина») — студийный альбом американской фолк-певицы Джоан Баэз, изданный в 1965 году. Он достиг #10 в Billboard 200. Альбом отражает дальнейшее перемещение в сторону от жёстких стандартов американской фолк музыки, с которых певица начала свою карьеру. В первый раз она включила электрический звук в виде электрогитары. Были добавлены дополнительные музыканты в качестве баса и мандолины. Альбом включает в себя четыре дилановские мелодии (в том числе «A Hard Rain’s A-Gonna Fall»).

## Список композиций
1. «Farewell, Angelina» (Bob Dylan) — 3:13
2. «Daddy, You Been on My Mind» (Bob Dylan) — 2:15
3. «It’s All Over Now, Baby Blue» (Bob Dylan) — 3:21
4. «Wild Mountain Thyme» (народная, аранжировка Francis McPeake Family) — 4:34
5. «Ranger’s Command» (Woody Guthrie) — 3:13
6. «Colours» (Донован) — 3:02
7. «A Satisfied Mind» (Joe «Red» Hayes, Jack Rhodes) — 3:22
8. «The River in the Pines» (народная) — 3:33
9. «Pauvre Ruteboeuf» («Poor Ruteboeuf») Léo Ferré, Ruteboeuf) — 3:28
10. «Sagt Mir wo die Blumen sind» («Where Have All the Flowers Gone?») (Pete Seeger) — 4:00
11. «A Hard Rain’s a-Gonna Fall» (Bob Dylan) — 7:36

Бонус треки с переиздания 2002 года:
1. «One Too Many Mornings» (Bob Dylan) — 2:45
2. «Rock, Salt and Nails» (Bruce Duncan «Utah» Phillips) — 3:43
3. «The Water is Wide» (народная) (Child No. 204) — 3:09

## Участники записи
- Joan Baez — вокал, гитара
- Bruce Langhorne — электрическая гитара (2, 3, 6, 7, 11)
- Ralph Rinzler — мандолина (7)
- Richard Romoff — контрабас (4, 10)
- Russ Savakus — бас-гитара